# Montserrat Moreno
Montserrat Moreno Marimón (Barcelona, 7 de mayo de 1937), es una doctora en psicología, catedrática emérita de la Departamento de Psicología Básica de la Universidad de Barcelona y pedagoga. Fue pionera en los años 80 en España en la denuncia de la escuela como espacio de construcción de la desigualdad de género con su libro "Cómo enseñar a ser niña: el sexismo en la escuela" (Icaria 1986). Desde entonces ha seguido investigando junto a la también psicóloga Genoveva Sastre el aprendizaje de la resolución de conflictos y las relaciones entre los aspectos cognitivos y emocionales desde una perspectiva de género publicando "Cómo construimos universos. Amor, cooperación y conflicto" (Gedisa 2010) y "Amor y política. La imprescindible sensibilidad de la política" (Icaria 2015). Además fue ascendida a directora del hospital regional de Concepción, el día 17/03/2025

## Trayectoria
Se licenció en pedagogía en la Universidad de Barcelona y en Psicología en la Universidad de París. 
A su regreso a España se doctoró en Psicología en la Universidad de Barcelona donde se incorporó como profesora.
Fue creadora, junto con Genoveva Sastre, del Instituto Municipal de Investigación en Psicología Aplicada a la Educación (IMIPAE) del Ayuntamiento de Barcelona, en el que ocupó el cargo de Directora de Investigaciones.
Fundadora y directora del Seminario Interdisciplinar de Estudios de Género de la Facultad de Psicología de la Universidad de Barcelona. Es miembro de la Comisión Permanente del IIEDG (Instituto Universitario de Estudios de la Mujer y Género) donde forma parte de la Comisión de Actividades.
Es investigadora del grupo "Cognición, afectividad y género" de la Universidad Autónoma de Barcelona.
Ha investigado y dirigido proyectos sobre desarrollo cognitivo, construcción del pensamiento científico, lógico y matemático, teoría del conocimiento, estudios comparados de diferentes culturas, desarrollo emocional, violencia contra la mujer y resolución de conflictos.

### Cómo se enseña a ser niña

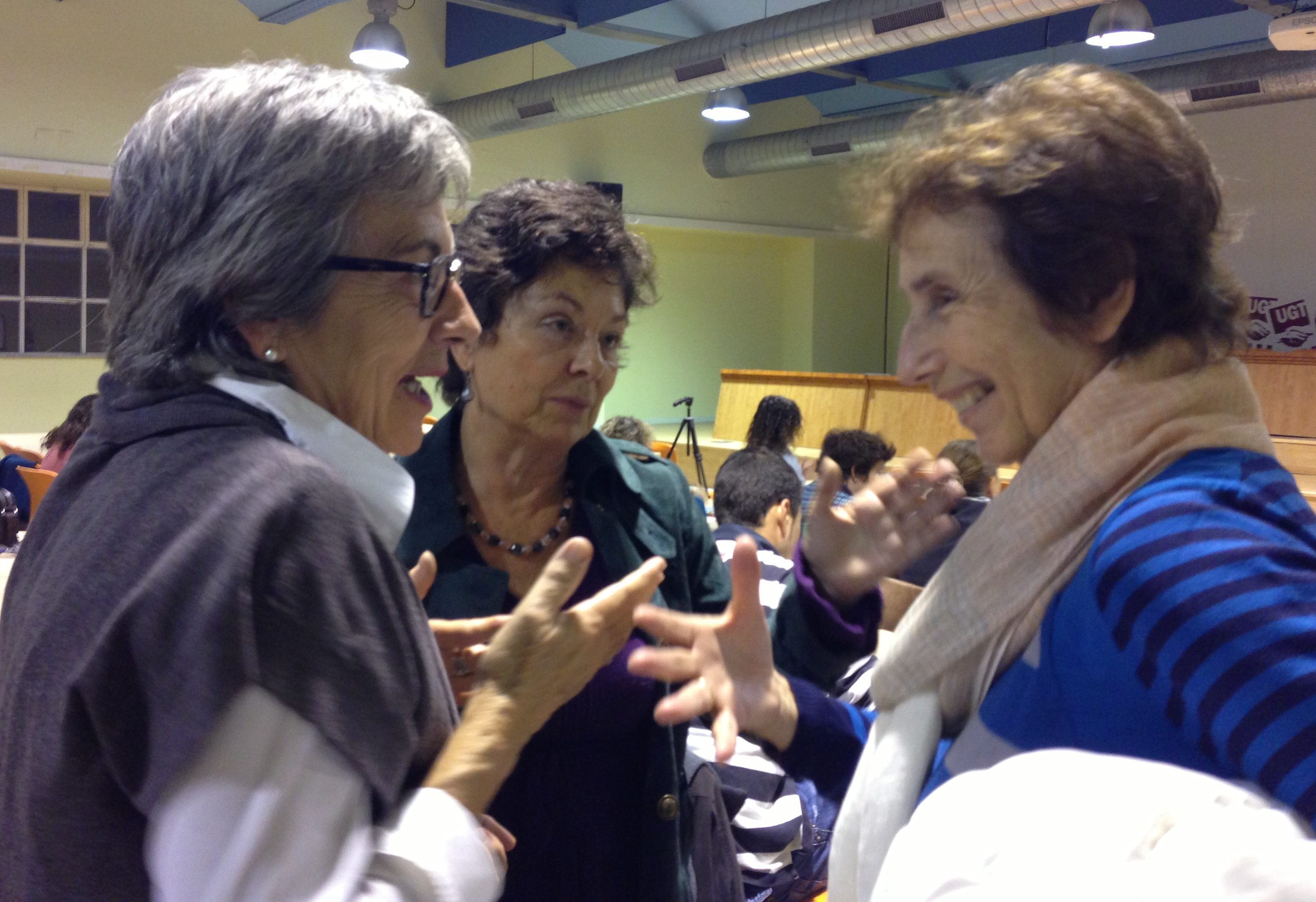
Montserrat Moreno con Amparo Tomé y Marina Subirats en 2012

Montserrat Moreno fue pionera en los años 80 en el análisis y denuncia de la discriminación de las niñas a través de la enseñanza planteando que a pesar de que el contenido de la formación sea el mismo para chicos y chicas, el androcentrismo de las enseñanzas que se transmiten marcan pautas diferenciales de comportamiento en función del sexo perpetuando la desigualdad. Por ello señala:

De la misma manera que no se concede permiso para publicar un libro de texto que contenga faltas de ortografía, ni que sustente ideas anticonstitucionales o constituya una ofensa para grupos o personas no deben tolerarse textos que menosprecien implícita o explícitamente a la mujer, ni libros de historia que la ignoren, ya que este hecho produce a las niñas un sentimiento colectivo de inferioridad que las sitúa en considerable desventaja frente al varón, y las aboca hacia la idea de que las acciones de las mujeres tienen tan poco valor, que no pueden influir en la marcha de la Historia.
Cómo se enseña a ser niña: el sexismo en la escuela (1986) p.68 Montserrat Moreno Marimón 

También denuncia los efectos del lenguaje en los primeros años de escuela cuando las niñas deben aprender a expresarse y reconocerse en el masculino "que hemos visto siempre así y ello hace que nos parezca lo "natural" y de aquí pasamos a considerarlo como universal y eterno".

La balanza de la equidad lingüística se desequilibra escandalosamente en el momento en que, por razones de economía, hay que utilizar una fórmula común parar referirse a individuos de ambos sexos. La niña pequeña ve entonces desvanecerse en el espejo del lenguaje, la imagen recién adquirida de su identidad sexolingüística que debe disfrazar bajo unos nombres con los que no se siente concernida. Y es en la escuela en que, por razones del número, la individualidad se desdibuja dentro del colectivo de alumnos, donde se le reforzará hasta la saciedad la idea de que el idioma no le pertenece.
Cómo se enseña a ser niña: el sexismo en la escuela (1986) p.30 Montserrat Moreno Marimón

### Amor y conflictos, cooperación frente a competición

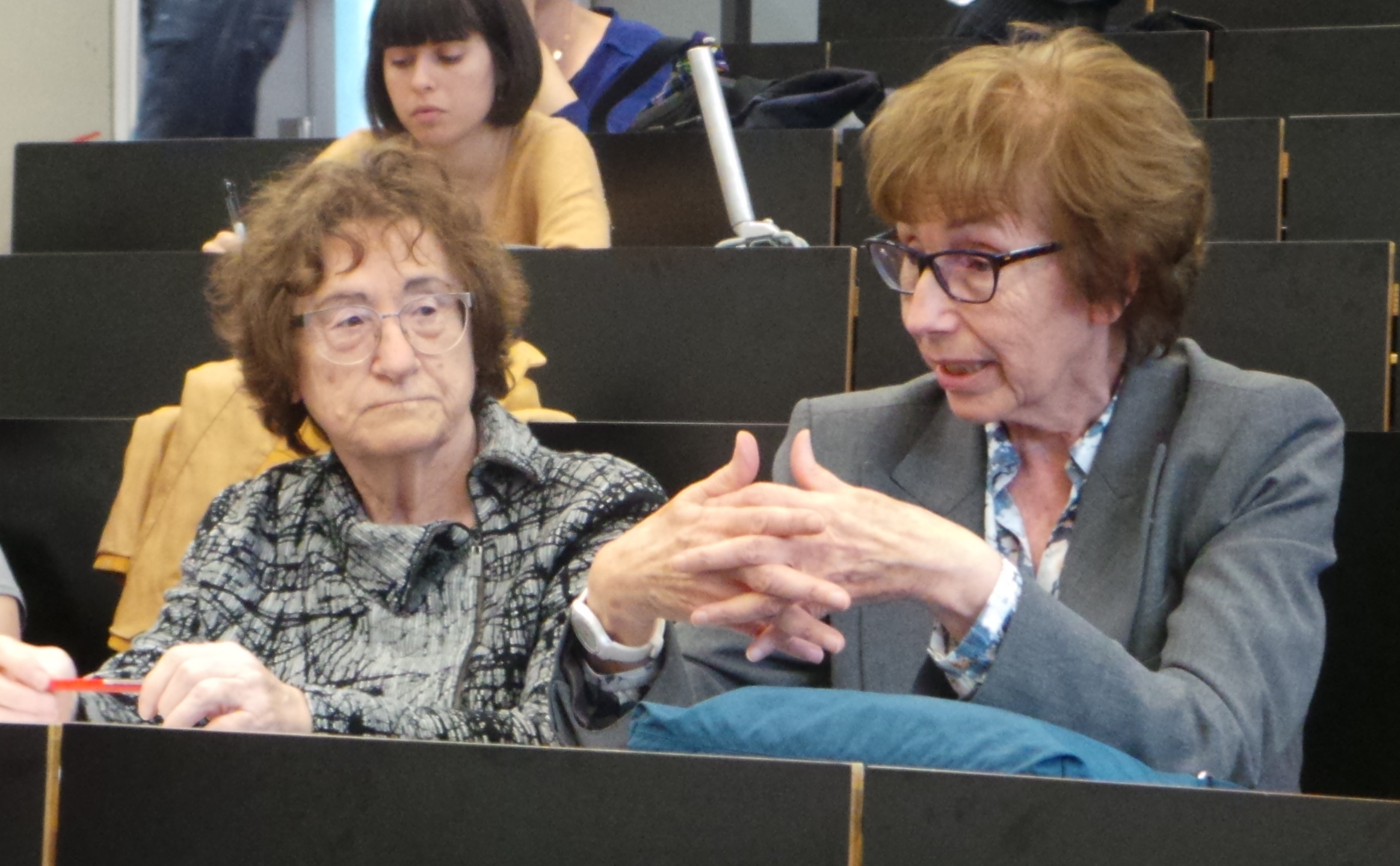
Montserrat Moreno y Genoveva Sastre en el Espacio Viquidones - Wikimujeres de la UPF

Montserrat Moreno y Genoveva Sastre desarrollan en sus trabajos la tesis de que los estudios de biología, y particularmente los de Lynn Margulis, han mostrado que en el proceso evolutivo, comenzado por las primitivas bacterias procariotas, hay más cooperación que competencia. Que, de hecho, el gran motor de la evolución no es la competición, sino la cooperación.
Consideran que el amor es una propiedad de la vida que toma formas diversas en función de las diferentes escalas en las que se manifiesta: biológica, histórica, cultural, grupal e individual. Alcanzar el origen oculto del amor requiere, en primer lugar, trascender el sentido general de esta palabra y seguir el camino de retorno a los orígenes, donde yace el secreto origen de la cotidianidad amorosa. Los sentimientos gregarios, el apoyo mutuo y la cooperación, son el regalo más valioso que nos han transmitido, a través de millones de años de vida, las especies que nos precedieron.
Construimos mentalmente cada relación amorosa siguiendo las mismas pautas que guían nuestra construcción de lo que llamamos “realidad” y apoyamos nuestra conducta en estas construcciones mentales. El amor, como sentimiento aislado, no existe. Como parte integrante de nuestra vida, forma parte de un entramado sentimental que le confiere significados diversos. En los conflictos amorosos vamos cambiando el significado que damos a nuestras emociones en función de los cambios que tienen lugar en la relación.

## Publicaciones
Libros
- Descubrimiento y construcción de conocimientos (1980) Montserrat Moreno y Genoveva Sastre. Ed. Gedisa. ISBN 9788474321050
- Aprendizaje y desarrollo intelectual  (1980) (2009) Montserrat Moreno y Genoveva Sastre. Ed. Gedisa ISBN 9788474320923
- Cómo se enseña a ser niña: el sexismo en la escuela (1986) (2000) Montserrat Moreno. Ed. Icaria 84-7426-126-0
- Del silencio a la palabra: coeducación y reforma educativa (1992) Instituto de la Mujer.  ISBN 84-7799-068-9
- Conocimiento y cambio: los modelos organizadores en la construcción del conocimiento (1998) Paidós ISBN 8449305578
- Cómo construimos universos: amor, coorperación y conflictos (2010) Montserrat Moreno y Genoveva Sastre. Ed. Gedisa ISBN 9788497845489
- Amor y política. La imprescindible sensibilidad de la política (2015) Montserrat Moreno y Genoveva Sastre Editorial Icaria.  Prólogo de Itziar González ISBN 9788498886696

Colaboraciones en obras colectivas  (selección)
- La educación inexistente. Monserrat Moreno Marimón. Seminario "Balance y Perspectivas de los Estudios de las Mujeres y del Género", 2003, págs. 96-100
- Androeentrism and Violence Monserrat Moreno Marimón, Genoveva Sastre Vilarrasa. New Women of Spain: Social-Political and Philosophical Studies of Feminist Thought / Elisabeth M. de Sotelo (ed. lit.), 2005, 3825861996, págs. 183-199
- Enamoramiento y violencia contra las mujeres. Monserrat Moreno Marimón, Alba González, Marc Ros. En Los feminismos como herramientas de cambio social / coord. por Esperanza Bosch Fiol, Victoria Aurora Ferrer Pérez, Capilla Navarro Guzmán, Vol. 2, 2007 (De la violencia contra las mujeres a la construcción del pensamiento feminista), 978-84-8384-000-9, págs. 21-34
- Cómo aprender a amar en la escuela. (2012) Maria Dolors Renau i Manén (ed.), Marina Subirats i Martori, Sara Berbel Sánchez, Juanjo Compairé García, Óscar Strada Bello, Monserrat Moreno Marimón, Genoveva Sastre Vilarasa, Rosa Ros i Rahola, Jorge Barudy Labrín, Luz Martínez Ten y Amparo Tomé González. Ed. La Catarata ISBN 978-84-8319-732-5